# نخلیان
نخل، مُغ، مُخ، مُگ ، دیمیت یا مق، عنوانی است که به گیاهانی از خانواده نخلیان گفته می‌شود. بیش از همه گیاه خرما به نام درخت نخل معروف است.
گونه نخل خرما در سال ۱۷۵۳ توسط کارل لینه نام‌گذاری علمی و معرفی شد. موطن اصلی نخل، نواحی شبه‌استوایی با میزان بارندگی کم است که میزان آب جهت آبیاری این گیاه کافی باشد.
گستردگی گونه خرما عمدتاً در نیمکرهٔ شمالی و در کشورهای ایران، پاکستان، عراق، عربستان و سایر کشورهای عربی حاشیهٔ خلیج فارس، همچنین بیشتر کشورهای شمال آفریقا و ایالات متحدهٔ آمریکا است و در نیمکرهٔ جنوبی نیز به‌طور پراکنده دیده می‌شود.
نخلستان‌های ایران در استان‌های فارس، خوزستان، بوشهر، هرمزگان، کرمان، یزد، کرمانشاه، ایلام و سیستان و بلوچستان پراکنده شده‌اند.
در استان سیستان و بلوچستان خرمای مضافتی و ربی، در استان خوزستان خرمای برحی و گنطار، در استان بوشهر خرمای شکر-کبکاب، در استان کرمان خرمای مضافتی و در استان هرمزگان خرمای مرداسنگ میناب و خرمای پیارم حاجی‌آباد و خرمای شاهانی جهرم معروفیت بیشتری دارند.
تیره نخلیان (Arecaceae) گیاهانی هستند درختی، درختچه‌ای یا بالارونده، خاردار، با برگ‌های بزرگ و چین‌خورده، دارای تقسیمات پَری یا پنجه‌ای؛ گل‌آذین گوشتدار، پانیکول یا سُنبله، اغلب دارای براکته‌های اسپات‌مانند، گل‌های یک یا دو-جنسی، منظم، ۶ گلپوش آزاد یا پیوستهٔ گوشتدار، ۶ پرچم یا بیشتر، معمولاً ۳ برچهٔ پیوسته و ندرتاً آزاد، یک تخمک، تخمدان فوقانی ۱ تا ۳خانه‌ای، ۳ تخمک و میوهٔ سته، و گاهی بسیار بزرگ. این گیاهان بومی نواحی گرمسیری هستند. در گویش بندری که در بخش اعظمی از هرمزگان رایج است به این درخت مُغ گفته می‌شود که کلمه‌ای باستانی است.
در ایران کشت نخل، همزمان با تشکیل حکومت هخامنشیان رونق گرفت. ارقام خرمای ایران بیش از ۴۰۰ رقم است و نقاط کشت خرما عبارتند از: خوزستان، بوشهر، فارس، سیستان و بلوچستان، کرمان، هرمزگان و چندی نواحی دیگر. شمالی‌ترین نقاط کشت این درخت در ایران، قصر شیرین و درهٔ فرخی در حدود ۱۵کیلومتری شمال غربی خور است.

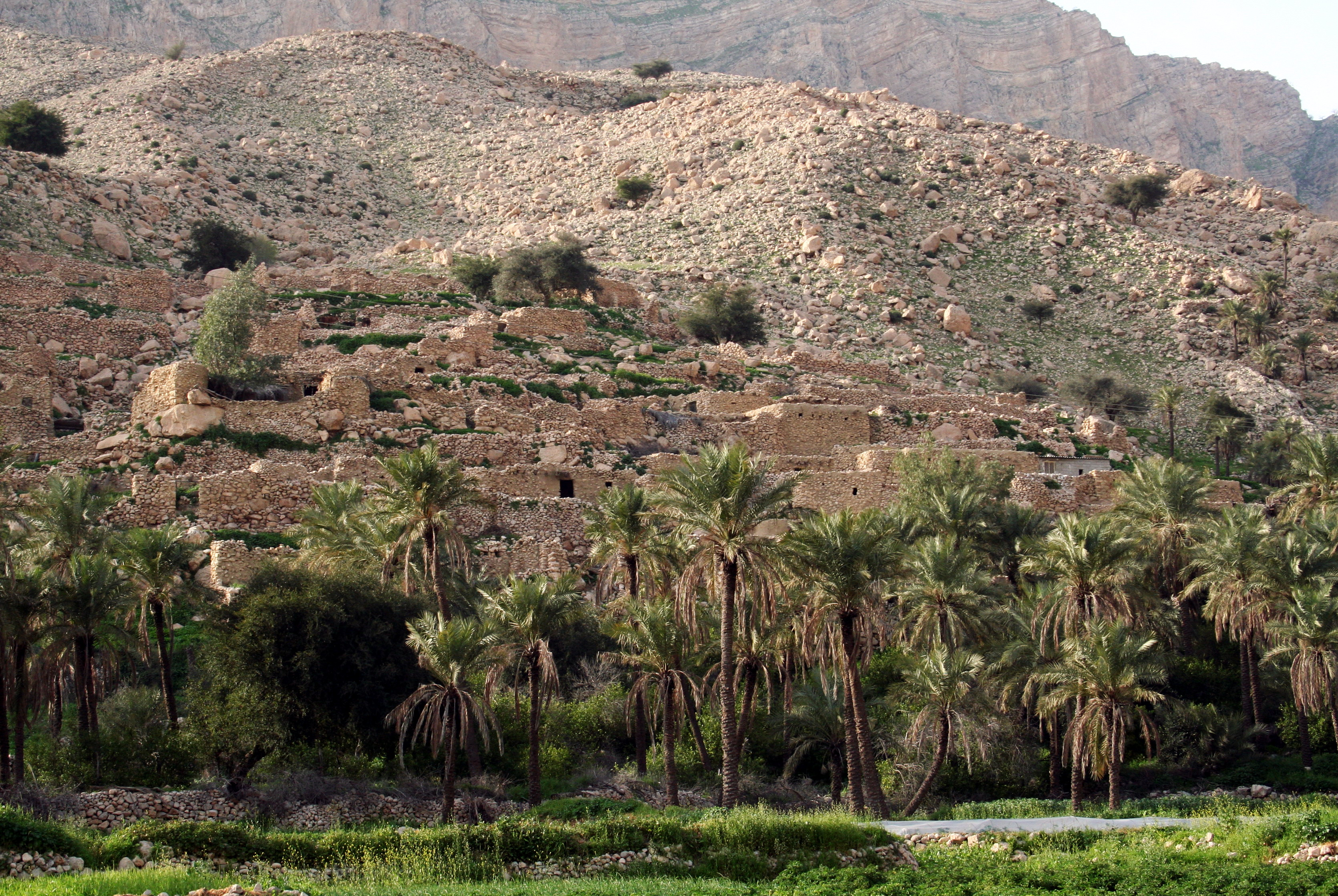
نخل در روستای متروکه پشکر بهبهان

## راسته
خرماسانان (Arecales) راسته‌ای نخل‌مانند با فقط یک تیره و ۱۸۹ سرده و حدود ۲۴۰۰ گونه که برخی از آنها اهمیت اقتصادی دارند؛ با اینکه همه گونه‌های خرماسانان به‌جز تعداد کمی، محدود به مناطق گرمسیری و نیمه‌گرمسیری می‌شوند، از لحاظ جغرافیایی و شکل ظاهری با یکدیگر فرق دارند.

## انواع نخل
- خرما
- فوفل
- موریچ
- نارگیل
- نخل آسیابی
- نخل دوم
- نخل روغنی
- نخل سالار—نخل پادشاه

## ویژگی‌ها
نخل از درختان گلدار تک لپه‌ای است.
انواع نخل به‌طور عمده درختان نواحی گرمسیری هستند. معمولاً نخل‌ها تنه‌های بلند و بدون شاخه‌ای دارند که مجموعه‌ای از برگ‌هایی بزرگ، مرکب و همیشه سبز در بالای آن قرار دارد.

## باورها

#### تفریحات ساحلی
نخل همیشه یادآور ساحل دریا و خاطرات یک سفر ساحلی هست. شاید از دلایل آن وجود نخل در اکثر ساحل‌های توریستی (چه در کناره دریای خزر و چه خلیج فارس) باشد. به همین دلیل نخل جزو عناصر اصلی یک تعطیلات شاد ساحلی همراه با خورشید، دریا و ماسه در ذهن گردشگران حک شده است.

#### نشانه بخشش
در ادبیات فارسی درخت نخل نشان از بخشندگی است، در شعر سعدی آمده است:
| گرت ز دست برآید چو نخل باش کریم |  | ورت ز دست نیاید چو سرو باش آزاد |

#### نشانه پیروزی
در اروپای قبل از مسیح شاخه نخل نشان پیروزی بوده است.

#### شباهت با انسان‌ها
گفته می‌گردد که نخل‌ها شباهت بسیاری با انسان‌ها دارند.